# Спиробассия
Спиробассия (лат. Spirobassia; от др.-греч. σπεῖρα, spéira — изгиб и Bassia) — род травянистых растений семейства Амарантовые (Amaranthaceae). Включает единственный вид — Спиробассия волосистая, или Спиробассия шерстистая (Spirobassia hirsuta), распространённый в южных степях Евразии и на побережьях морей Западной и Южной Европы.
Род назван в честь итальянского ботаника Фердинандо Басси.

## Ботаническое описание

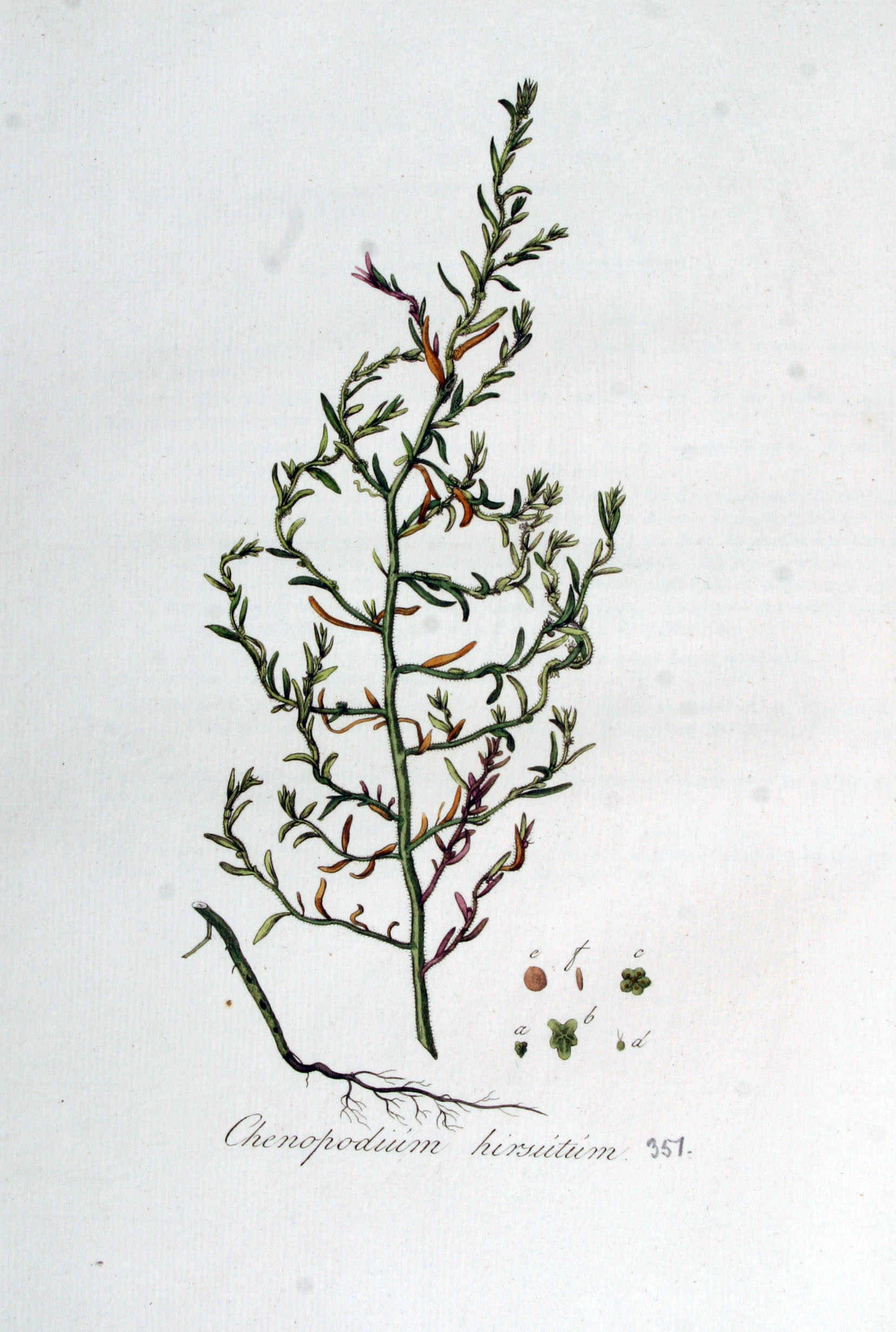

Однолетние травянистые растения, 10—40 (60) см высотой; от самого основания, в нижней и средней части ветвистые. Стебель и листья густо покрыты простыми оттопыренными волосками, до 1,5 (2) мм длиной, впоследствии частично опадающими. Листья мясистые, вальковатые, полуцилиндрические или линейные, сидячие, до 1,5 (2) см длиной.
Соцветие узкое, облиственное; оси соцветия при плодоношении штопоровидно изогнутые. Цветки одиночные или скучены по 2 (3); прицветные листья длиннее цветков. Околоцветник волосистый, из 5 листочков, 2 или 3 листочка формируют шиловидные выросты; остальные листочки с небольшими бугорками или вовсе без них. Семена яйцевидные, голые, гладкие, 1,5—2 мм длиной; зародыш горизонтальный.
Цветение в мае—сентябре.

## Синонимы вида
- Bassia crassifolia (Pall.) Soldano
- Bassia hirsuta (L.) Asch. — Бассия волосистая
- Chenolea hirsuta (L.) Arcang.
- Chenopodium hirsutum L.basionym
- Chenopodium pallasianum Schult.
- Chenopodium tripteris Dumort.
- Echinopsilon crassifolius (Pall.) Moq.
- Echinopsilon hirsutus (L.) Moq. — Эхинопсилон волосистый
- Kochia hirsuta (L.) Nolte
- Kochia tripteris Dumort.
- Salsola hirsuta (L.) L.
- Schoberia obtusifolia Bunge
- Schoberia pallasiana (Schult.) C.A.Mey.
- Suaeda albida Pall.
- Suaeda crassifolia Pall.
- Suaeda drepanophylla (Litv.) Korovin ex Pavlov
- Suaeda hirsuta (L.) Rchb.
- Suaeda obtusifolia (Bunge) Trautv.
- Suaeda pallasiana (Schult.) Heynh.
- Willemetia hirsuta (L.) Moq.